# アマー湖
アマー湖（アマーこ、独: Ammersee、英: Lake Ammer）は、ドイツ・バイエルン州の州都ミュンヘンの南西に位置する湖。
面積は46.6km2で、ドイツで5番目に広い。
シュタルンベルク湖と共に、ウォータースポーツのスポットとなっている。古代には、ケルト人の町である Damasia が近くにあった。
湖中には魚類のCoregonus bavaricus、Salvelinus evasusおよび二枚貝のUnio crassusなどの絶滅危惧種が生息しているが、ザリガニのOrconectes limosusやカワホトトギスガイなどの外来種も見られる。1976年にラムサール条約登録地となった。

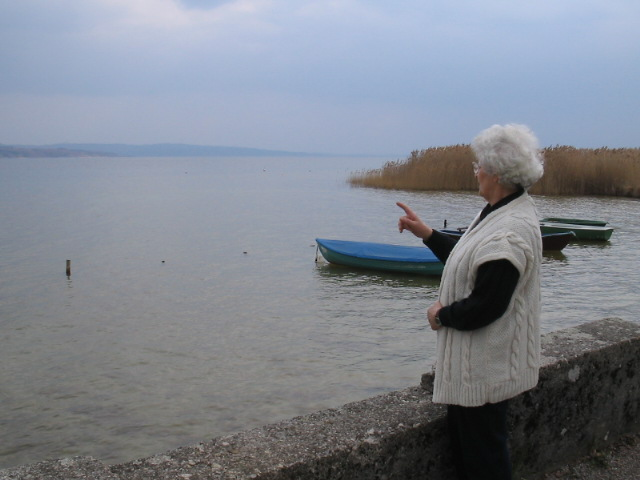
アマー湖東岸